# Tulnici
Tulnici est une commune roumaine située dans le județ de Vrancea.